# 刘思培
刘思培（1941年9月—），男，汉族，四川自贡人，中华人民共和国政治人物，曾任中共贵州省纪委副书记，贵州省监察厅厅长，贵州省人大常委会副主任。